# RSAC
RSAC (Red Samara Automobile Club, Rap Sex Alcohol Criminal) — российский музыкальный проект, созданный в 2008 году Феликсом Бондаревым. В различное время к работе над проектом привлекалось большое количество сессионных музыкантов, среди которых были участники групп «Tesla Boy», «Нервы», «СПБЧ», «ПТВП», «ЛСП», «Пошлая Молли», «Serebro» и других. Также «RSAC» известен значительным количеством фитов с популярными артистами и коллективами, такими как Ёлка, Лолита Милявская, СД, «Пасош», «IOWA», «Обе две», «Барто», «Макулатура», «Сансара».

## История
Возник в 2008 году в Кингисеппе как сольный проект певца и инди-музыканта Феликса Бондарева. Название являлось аббревиатурой «Red Samara Automobile Club» (по аналогии с «Black Rebel Motorcycle Club»). Позднее автор отказался от этого варианта расшифровки, начав использовать вариант «Rap Sex Alcohol Criminal».
На протяжении первых 8-10 лет проект являлся андеграундным. Параллельно Бондарев писал песни для своих многочисленных сайд-проектов («Amazing Electronic Talking Cave», «Двигайтесь Суки», «Анемона», «Официантка», «Siverski 72», «Техника Неисправна», «И силовые машины», «K1llRGVP», «Stones & Holes», «Воллны», «Щенки»), а также сотрудничал с такими группами, как «The Brian Jonestown Massacre» (2009), «Мумий Тролль» (2010), «Сансара» (2012—2014), «Макулатура» (2016—2017) в качестве сессионного и приглашённого музыканта, в общей сложности поучаствовав в записи более пятидесяти альбомов. У «RSAC» в этот период были выпущены альбомы «2109» (2008), «Синдром второго альбома» (2008), «Волк альбом» (2009), «Never Trust Hipster» (2009), «Медиаклей» (2009), «23» (2009), «Dynumo» (2009), «Записи» (2010), «Твои выходные» (2011), «Прозрачно» (2012), «Детство отрочество старость» (2013), «Навсегда» (2014), а также мини-альбомы «В гараже» (2008), «Спирали» (2009) и сборник «Неизданное, Альтернативные версии и ремиксы» (2010). 32 лучшие песни из этих альбомов позже вошли в сборник «32», вышедший в феврале 2016 года. Месяц спустя, 1 марта был выпущен альбом «Рэп секс алкоголь криминал», в поддержку которого с 17 марта по 23 апреля был совершён промотур по России. В апреле 2017 года вышел альбом «Танцы третьего мира», а в августе того же года «RSAC» впервые выступил «живым» составом вместе с фронтменом группы «Нервы» Женей Мильковским и барабанщиком группы «Нервы» Алексеем Бочкарёвым на концерте, посвящённом 28-летию Бондарева. В начале 2018 года Бондарев собрал новый концертный состав, куда вошли бывший участник группы «Tesla Boy» Леонид Затагин и бывший участник группы «Mana Island» Иван Амельченко.
1 марта 2018 года «RSAC» выпустил альбом «Голые факты», который был записан в сотрудничестве с Женей Мильковским, Евгением Алёхиным, группами «Свидание» и «Пасош», Шурой Кузнецовой, Антоном «Бендером» Докучаевым, Тосей Чайкиной, Евгением Пьянковым, Анной Зосимовой, Максимом «Тесли» Моисеевым, Кириллом «найтивыход» Лермонтовым и бывшей участницей украинского «Голоса» Эллой Пономарёвой. Сведение и мастеринг альбома осуществлял звукорежиссер группы «СБПЧ» Станислав Астахов. После концертов в Москве и Санкт-Петербурге «RSAC» провёл российский промотур в поддержку альбома и выступил на различных музыкальных фестивалях. По возвращении из тура на волне успеха Бондарев практически сразу приступил к записи следующего альбома, участие в которой приняли вокалист группы «Пошлая Молли» Кирилл Бледный и бывшая солистка группы «Serebro» Полина Фаворская.
26 октября 2018 года был издан альбом «Аргументы». После выхода альбома «RSAC» отправился в большой двухмесячный гастрольный тур по России, ознаменовавшийся невероятным успехом трека «NBA», благодаря которому проект получил огромную известность по всей стране. Песня вошла в топ-10 самых прослушиваемых композиций 2019 года в стриминговом сервисе Boom и породила стихийный флэшмоб в TikTok`е.
Первую половину 2019 года «RSAC» провёл в активных гастролях: состоялись концерты в Москве, Санкт-Петербурге, Нижнем Новгороде и Казани. Начиная с весны, активно принимал участие в различных музыкальных фестивалях («вечно XVII» в Москве, «Поколение — Рок X» в Екатеринбурге, «LocalsOnly» в Санкт-Петербурге и Москве, «Утренник» в Воронеже, «Ласточка», «Тамань»). Параллельно, 14 июня Бондарев и Элла Пономарёва выпустили совместный альбом «Фелла», в поддержку которого на заглавную песню альбома «NBA» с перезаписанным инструменталом в июле был снят видеоклип, позже попавший в активную ротацию на музыкальных телеканалах. Впоследствии альбом стал платиновым. В августе «RSAC» отыграл акустический концерт, месяцем позже принял участие в трибьюте, посвящённом 35-летию группы «Гражданская Оборона». 11 октября выпустил сборник «Собрание частных случаев». Осенью проект получил премию «MTV Россия» в номинации «Музыканты года», а также провёл большой гастрольный «NBA Tour», завершив год выступлением на Российской национальной музыкальной премии и новогодними концертами в Москве и Санкт-Петербурге. В декабре 2019 года «RSAC» выдвигался на премию «Нового Радио» в номинации «Прорыв года».
2020 год «RSAC» начинал с концерта в Туле и выступления на фестивале LiveFest в Сочи, затем состоялся концерт в Москве.
После объявления пандемии коронавируса и запретом концертов, последовавшим за ним, «RSAC» выступил в онлайн-формате на «VK Fest`е». В это же время был выпущен совместный с группой «Макулатура» сингл «Как себя вести рядом с тобой?», после которого наступило творческое затишье. Во время него в результате творческих разногласий Элла Пономарёва покинула проект, начав сольную карьеру. Иван Амельченко и Леонид Затагин также вышли из состава «RSAC» следом за ней.
18 сентября был издан сингл «Не наговаривай», исполненный вместе с певицей Ёлкой. Позже песня была номинирована на премию «Новое Радио Awards» в категории «Лучшая коллаборация».
27 ноября 2020 года состоялся выход сингла «Мальчик мой», являющегося кавер-версией одноименной песни певицы Светланы Владимирской. Сингл стал дебютом для новой солистки проекта, певицы Юлии «марбл» Журавлёвой, но публикой трек был встречен весьма неоднозначно. Конец года ознаменовался участием в Новогоднем шоу у Евгения Маргулиса на телеканале НТВ, где Феликс Бондарев выступил вместе с Лолитой Милявской.
2021 год группа начала с двух акустических концертов в Москве и Санкт-Петербурге. 22 марта был выпущен совместный с группой «IOWA» сингл «Зеленоглазое такси», приуроченный к Международному дню таксиста. В это же время был записан новый альбом. Летом «RSAC» отыграл первые за последние 1,5 года большие концерты на фестивалях «Stereoleto» и «VK Fest» в Санкт-Петербурге в новом составе с гитаристом Алексеем Германом и барабанщиком Артёмом Зверевым.
1 октября 2021 года вышел новый студийный альбом «Не важно, что говорят кисы». На песни «ай стилл лав ю», «Взаперти», «Я делаю деньги» позже были сняты клипы.
27 мая 2022 года «RSAC» совместно с группой «Обе две» выпустили сингл «Лёгкая грусть». Кроме того, в том же году «RSAC» поучаствовал в создании саундтрека к фильму Романа Качанова «Марш утренней зари», в котором Бондарев сыграл эпизодическую роль пианиста.
В 2023 году были выпущены три сингла: «Великан идёт», «Разведённые мосты», «Это утро».
В 2024 году вышли синглы «Пот и слёзы» (feat. «Убийцы Crystal»), «Два притопа три прихлопа», «Flow Away» (feat. Skeler).

## Состав

### Действующий состав
- Феликс Бондарев — вокал, гитара, программирование (с 2008 года).

### Сессионные участники
- Женя Мильковский — гитара (2017).
- Алексей Бочкарёв — ударные (2017).
- Эльвира «Ella» Пономарёва — вокал (2018—2020).
- Леонид Затагин — бас-гитара (2018—2020).
- Иван Амельченко — ударные (2018—2020).
- Юлия «марбл» Журавлёва — вокал (2020).
- Алексей Герман — бас-гитара (2020).
- Андрей Зеберти — бас-гитара (2020).
- Иван Грибоедов — ударные (2020—2021).

## Дискография

### Студийные альбомы
| Название                   | Информация                                                                       |
| -------------------------- | -------------------------------------------------------------------------------- |
| 32                         | - Релиз: 21 января 2016 - Лейбл: UP!UP!UP! Music - Формат: цифровая дистрибуция  |
| Рэп Секс Алкоголь Криминал | - Релиз: 1 марта 2016 - Лейбл: UP!UP!UP! Music - Формат: цифровая дистрибуция    |
| Танцы третьего мира        | - Релиз: 28 апреля 2017 - Лейбл: Свет и Тени - Формат: цифровая дистрибуция      |
| Голые факты                | - Релиз: 1 марта 2018 - Лейбл: RSAC - Формат: цифровая дистрибуция               |
| Аргументы                  | - Релиз: 26 октября 2018 - Лейбл: RSAC - Формат: цифровая дистрибуция            |
| Собрание Частных Случаев   | - Релиз: 11 октября 2019 - Лейбл: Universal Music - Формат: цифровая дистрибуция |
| Не важно что говорят кисы  | - Релиз: 1 октября 2021 - Лейбл: Universal Music - Формат: цифровая дистрибуция  |

### Мини-альбомы
| Название                                             | Информация                                                                      |
| ---------------------------------------------------- | ------------------------------------------------------------------------------- |
| NBA (Remixes)                                        | - Релиз: 28 июня 2019 - Лейбл: Universal Music - Формат: цифровая дистрибуция   |
| Не наговаривай (RSAC feat. Ёлка, ремиксы и акустика) | - Релиз: 9 октября 2020 - Лейбл: Universal Music - Формат: цифровая дистрибуция |

### Синглы
| Название                                         | Дата Выхода      |
| ------------------------------------------------ | ---------------- |
| Hipster (feat. Padla Bear Outfit)                | 1 марта 2009     |
| Ранены (feat. Барто)                             | 10 октября 2012  |
| Teplo (feat. Red Samara Automobile Club)         | 12 ноября 2012   |
| Лёха Панин                                       | 8 апреля 2015    |
| Привет (feat. Женя Меркель)                      | 9 января 2017    |
| Вновь услышать (feat. СД)                        | 25 сентября 2017 |
| Наверное хватит (Remix) (feat. Пасош)            | 2 января 2018    |
| Поезда (feat. ELLA)                              | 20 апреля 2018   |
| 2 раза                                           | 11 июля 2018     |
| Я всё ещё по тебе скучаю                         | 27 июля 2018     |
| Пальчики                                         | 29 августа 2019  |
| Как себя вести рядом c тобой? (feat. макулатура) | 15 мая 2020      |
| Как себя вести рядом c тобой? (Instrumental)     | 15 мая 2020      |
| Револьвер (Rompasso x RSAC)                      | 10 июля 2020     |
| Не наговаривай (feat. Ёлка)                      | 18 сентября 2020 |
| Мальчик мой                                      | 27 ноября 2020   |
| Зеленоглазое такси (feat. IOWA)                  | 22 марта 2021    |
| Лёгкая грусть (feat. Обе две)                    | 29 мая 2022      |
| Без любви                                        | 17 июня 2022     |
| Великан идёт                                     | 16 февраля 2023  |
| Разведённые мосты                                | 18 мая 2023      |
| Это утро                                         | 16 октября 2023  |
| Пот и слёзы (feat. Убийцы Crystal)               | 6 июня 2024      |
| Два притопа три прихлопа                         | 4 июля 2024      |
| Flow Away (feat. Skeler)                         | 12 июля 2024     |

### Видеоклипы
| Дата выхода      | Название                        | Альбомы/EP                |
| ---------------- | ------------------------------- | ------------------------- |
| 4 октября 2018   | Неинтересно (feat. Свидание)    | Голые факты               |
| 6 ноября 2018    | Любовь                          | Аргументы                 |
| 5 июля 2019      | NBA (Не мешай) RSAC x ELLA      | Аргументы                 |
| 18 сентября 2020 | Не наговаривай (feat. Ёлка)     | без альбома               |
| 27 ноября 2020   | Мальчик мой                     | без альбома               |
| 22 марта 2021    | Зеленоглазое такси (feat. IOWA) | без альбома               |
| 1 октября 2021   | ай стил лав ю                   | Не важно что говорят кисы |
| 29 октября 2021  | Взаперти                        | Не важно что говорят кисы |

## Позиции в чартах

### Избранные песни
| Оценки критиков | Оценки критиков |
| Источник        | Оценка          |
| --------------- | --------------- |
| InterMedia      | [ 2 ]           |

- «NBA» (2019)
TopHit: Top Radio & YouTube Hits — 1-е место, Top Radio Hits — 1-е место[28]
- «NBA» (Rompasso Remix) (2019)[29]

## Премии и номинации
| Год  | Премия               | Категория   | Номинант    | Результат | Ист.          |
| ---- | -------------------- | ----------- | ----------- | --------- | ------------- |
| 2020 | «Новое радио Awards» | Прорыв года | RSAC × ELLA | Номинация | [ 18 ] [ 30 ] |